# Antwerp Symphony Orchestra
Das Antwerp Symphony Orchestra ist ein Sinfonieorchester aus Flandern (Belgien), das im Königin-Elisabeth-Saal in Antwerpen zu Hause ist. Das Orchester steht unter der Leitung von Chefdirigentin Elim Chan, Ehrendirigent Philippe Herreweghe und „Conductor Emeritus“ Jaap van Zweden. Als eine der sieben anerkannten Kunstinstitutionen der Flämischen Gemeinschaft zählt es zu den wichtigsten kulturellen Vertretern der Region.
Seit seiner Gründung im Jahr 1955 betrachtet es das Antwerp Symphony Orchestra als seine Aufgabe, mit einem klassischen und zeitgenössischen sinfonischen Repertoire ein möglichst großes Publikum anzusprechen. In Belgien spielt das Orchester in jeder Spielzeit außer in seinem Sitz in Antwerpen auch in Ostflandern (Musikzentrum De Bijloke), Westflandern (Concertgebouw Brugge), Limburg (Cultureel centrum Hasselt – CCHA) und Brüssel (Palais des Beaux-Arts – BOZAR). Als Kulturbotschafter Flanderns geht das Orchester zudem in jeder Spielzeit auf internationale Tourneen innerhalb und außerhalb Europas. Das Antwerp Symphony Orchestra hat seinen Sitz im Königin-Elisabeth-Saal. 
Neben seinen regulären Konzerten widmet sich das Antwerp Symphony Orchestra der Jugendarbeit und sozialen Projekten für Menschen mit Behinderungen oder Migrationshintergrund. Dafür wurde dem Orchester 2016 der „Iedereen Klassiek“-Preis von Radio Klara verliehen.
Intendant ist seit 2015 Joost Maegerman.

## Namen
Im Laufe seines Bestehens hat das Orchester verschiedene Namen gehabt:
- bei der Gründung 1955 De Philharmonie van Antwerpen
- ab Januar 1983 Filharmonisch Orkest van Vlaanderen
- ab Juli 1985 Koninklijk Filharmonisch Orkest van Vlaanderen
- ab September 2002 Koninklijke Filharmonie van Vlaanderen / Royal Flemish Philharmonic (genannt deFilharmonie)
- seit April 2017 Antwerp Symphony Orchestra

## Ursprung und Geschichte

### Vorgeschichte
Das Orchester fügt sich in eine lange Tradition philharmonischer Vereinigungen in Antwerpen ein. Als ältester Vorgänger kann die (unter dem Namen „Sorodha“ bis heute aktive) Société Royale d’Harmonie d’Anvers gelten. Dieser 1814 gegründete Musikverein hatte eine enorm hohe Mitgliederzahl und eine sehr bürgerliche Agenda, nämlich die Verbesserung des moralischen Wohls der Bevölkerung Antwerpens durch klassische Musik.
In direkterer Linie führen die Wurzeln des Antwerp Symphony Orchestra zur Koninklijke Maatschappij voor Dierkunde Antwerpen - KDMA (Königliche Gesellschaft für Tierkunde), die sich seit ihrer Gründung im Jahr 1843 hauptsächlich mit Zoologie und Naturschutz befasst. Die Koninklijke Maatschappij voor Dierkunde gründete 1895 ein Orchester, um Konzerte für ihre Mitglieder zu veranstalten. Im Sommer fanden diese sogenannten „Tierparkkonzerte“ im Antwerpener Zoo statt, und während der Wintermonate zog das Orchester in den 1897 zu diesem Zweck errichteten „Großen Festsaal“ (den Vorgänger des heutigen Königin-Elisabeth-Saals) um. Unter der Leitung von Edward Keurvels und später Flor Alpaerts standen Komponisten wie z. B. Edvard Grieg, César Franck und Hector Berlioz auf dem Programm, aber auch flämischen Komponisten wie Waelput, Blockx, Wambach und De Mol wurde besondere Aufmerksamkeit gewidmet.
1903 wurde in Antwerpen ein weiteres Orchester gegründet: die Maatschappij der Nieuwe Concerten van Antwerpen unter der Leitung von Lodewijk Mortelmans. Dieses Orchester wurde von Gastdirigenten wie Gustav Mahler, Siegfried Wagner, Hans Richter, Richard Strauss und Sergei Rachmaninow dirigiert, und unter Leitung von Mortelmans spielten dort Solisten wie Pablo de Sarasate, Jacques Thibaud, Pau Casals und Fritz Kreisler.

### Vzw De Philharmonie (1955–1983)
Die Orchester der Koninklijke Maatschappij voor Dierkunde und der Maatschappij der Nieuwe Concerten verschwanden nach dem Zweiten Weltkrieg von der Bühne. Zudem waren während des Krieges viele Veranstaltungsorte für kultivierte Unterhaltung beschädigt worden, so dass nur wenige Konzertsäle zur Verfügung standen. Auch in den 1950er-Jahren blieb es schwierig, Gelegenheitsorchester zusammenzustellen und geeignete Bühnen zu finden. Darüber hinaus gab es in Antwerpen mit dem Orchester der Königlich Flämischen Oper nur ein einziges professionelles Orchester.
Am 12. November 1955 gründete Gaston Ariën in Zusammenarbeit mit Jef Maes, J.A. Zwijsen und Steven Candael den gemeinnützigen Verein De Philharmonie, eine Vereinigung ohne Gewinnerzielungsabsicht (Vereniging zonder winstoogmerk, kurz Vzw). Die Proben begannen am 19. Januar 1956, und nach etwa fünfzig Zusammenkünften fand am 10. Dezember 1956 im Opernhaus von Antwerpen das erste Konzert statt.
Es war eine große Herausforderung für das Orchester, eine dauerhafte Unterkunft zu finden. Der Große Festsaal der Koninklijke Maatschappij voor Dierkunde war der einzige Saal mit einer großen Bühne. Er wurde jedoch 1958 abgerissen, da an seiner Stelle der Königin-Elisabeth-Saal entstehen sollte. Deshalb probte De Philharmonie abwechselnd an verschiedenen Orten in Antwerpen, etwa im Alpaerts-Saal des Zoos und in der Sporthalle Olympia im Stadtteil Zuid (die später die Diskothek Zillion beherbergte).
Der Niederländer Eduard Flipse wurde 1959 der erste Chefdirigent des Orchesters. In den 1960er-Jahren erlebte De Philharmonie eine Blütezeit. 1960 weihte Elisabeth Gabriele in Bayern, die Ehefrau des belgischen Königs Albert I., den neuen Saal ein, der ihren Namen tragen würde: den Königin-Elisabeth-Saal. Damit stand dem Orchester endlich ein würdiger Konzertsaal zur Verfügung. Zudem wurden seine Konzerte nun regelmäßig im damaligen Fernsehsender BRT übertragen.
1970 trat Flipse als Chefdirigent zurück, und die Leitung des Orchesters wurde nacheinander zweien seiner Mitglieder übertragen: zunächst Valère Lenaerts und drei Jahre später Enrique Jordá. Von 1975 bis 1983 war dann André Vandernoot Gastdirigent.
1980 ging De Philharmonie eine Zusammenarbeit mit dem Kunstzentrum deSingel ein. So ging für Peter Benoit, den Gründer des Königlichen Flämischen Konservatoriums in Antwerpen, nach vielen Jahren ein Traum in Erfüllung. Das Orchester erhielt in seiner Heimatstadt eine zweite vollwertige Bühne. Wirtschaftlich wurde die Situation jedoch immer schwieriger. Kulturminister Karel Poma drohte, das Orchester aufzulösen, und ließ in diesem Zusammenhang einen Untersuchungsbericht erstellen, der zu dem Schluss kam, dass eine drastische Reorganisation notwendig sei.

### De Filharmonie van Vlaanderen (1983–1985)
Um den Ergebnissen des Untersuchungsberichts gerecht zu werden, wurde 1983 ein neuer gemeinnütziger Verein unter dem Namen De Filharmonie van Vlaanderen gegründet. Emil Tschakarow übernahm das Amt des Chefdirigenten, und es wurde ein neuer Vorstand gebildet. Dank einer Änderung der Bestimmungen durfte das Orchester nun auch selbst Konzerte organisieren.

### Koninklijk Filharmonisch Orkest van Vlaanderen (1985–2002)
1985 änderte das Orchester seinen Namen in Koninklijk Filharmonisch Orkest van Vlaanderen.
1987 wurde Günter Neuhold zum neuen Chefdirigenten berufen, und Werke zeitgenössischer flämischer Komponisten wie Luc Brewaeys rückten auf der Tagesordnung nach ganz oben. 1996 erhielt das Orchester in einem neuen Gebäude im Antwerpener Stadtviertel Eilandje eine ständige Probenstätte.
In der Spielzeit 1998/1999 trat Philippe Herreweghe seine Stelle als künstlerischer Leiter an. Er ist dem Orchester seitdem fest verbunden.

### deFilharmonie - Royal Flemish Philharmonic (2002–2017)
Das wachsende internationale Interesse an dem Orchester führte 2002 zu einer erneuten Umbenennung in deFilharmonie (Royal Flemish Philharmonic).
Im Jahr 2008 wurden Jaap van Zweden zum Chefdirigenten, Martyn Brabbins zum ständigen Gastdirigenten und Philippe Herreweghe zum Hauptdirigenten berufen. So bekam das Orchester eine solide künstlerische Basis. Chefdirigent Jaap van Zweden wurde dann 2011 durch Edo de Waart ersetzt. Im Jahr 2009 wurde mit Unterstützung der Flämischen Gemeinschaft und im Einvernehmen mit dem Vlaams Bouwmeester (Flämischer Baumeister) beschlossen, einen neuen Königin-Elisabeth-Saal mit deFilharmonie als Hausorchester zu bauen.
Nach dreijährigen Bauarbeiten wurde der neue Königin-Elisabeth-Saal im November 2016 an gleicher Stelle von Königin Mathilde eröffnet, und deFilharmonie spielte vier Eröffnungskonzerte. Seitdem wird der Königin-Elisabeth-Saal vom Orchester für Proben, Konzerte und Aufnahmen genutzt.

### Antwerp Symphony Orchestra (seit 2017)
Der Einzug in einen neuen Konzertsaal mit internationaler Ausstrahlung gab Anlass zur bisher letzten Namensänderung des Orchesters, das nun seit dem 3. April 2017 Antwerp Symphony Orchestra heißt.
Seit 2017/2018 empfängt das Antwerp Symphony Orchestra in Zusammenarbeit mit deSingel in jeder Spielzeit eine Reihe internationaler Orchester im Königin-Elisabeth-Saal.
Zu Beginn der Konzertsaison 2019/2020 wurde Elim Chan neue Chefdirigentin des Antwerp Symphony Orchestra. Sie war mit 31 Jahren bei ihrem Antritt jünger als jeder Chefdirigent, den das Orchester bis dahin gehabt hatte.

## Konzerte

### Spielstätten
Neben den Konzerten im Königin-Elisabeth-Saal tritt das Orchester in jeder Spielzeit auch an anderen Orten in Antwerpen auf, wie den Kunstzentren deSingel und De Roma, dem Musikzentrum AMUZ, der Sankt-Carolus-Borromäuskirche, der Liebfrauenkathedrale oder dem Sint-Jansplein. Weitere feste Auftrittsorte sind Konzertsäle wie das Palais des Beaux-Arts in Brüssel, das Concertgebouw in Brügge, das Musikzentrum De Bijloke in Gent und das Kulturzentrum CCHA in Hasselt.
Das Antwerp Symphony Orchestra ist als Kulturbotschafter Flanderns auch bereits in ausländischen Konzertsälen aufgetreten, wie der Sankt Petersburger Philharmonie, dem Nationalen Zentrum für Darstellende Künste in Peking, dem Musikverein und dem Konzerthaus in Wien, dem Koninklijk Concertgebouw in Amsterdam, der Suntory Hall und dem Tōkyō Bunka Kaikan in Tokio und dem Palast der Künste in Budapest. Im April 2019 unternahm das Antwerp Symphony Orchestra als erstes flämisches Orchester überhaupt eine Südamerika-Tournee mit Konzerten im Teatro Mayor in Bogotá (Kolumbien) und im Sala São Paulo im brasilianischen São Paulo.

### Traditionen
Das Antwerp Symphony Orchestra pflegt einige Traditionen, darunter eine Reihe jährlich wiederkehrender Konzerttermine.
So gibt das Orchester jedes Jahr ein Kathedralkonzert in der Liebfrauenkathedrale, Weihnachtskonzerte in der Sankt-Carolus-Borromäuskirche und ein Neujahrskonzert im Königin-Elisabeth-Saal. Darüber hinaus tritt es seit mehr als zehn Jahren am ersten Septemberwochenende mit einem leicht zugänglichen klassischen Programm beim Freiluftkonzert auf dem Antwerpener Sint-Jansplein auf.

## Aufnahmen
Das Antwerp Symphony Orchestra macht Aufnahmen für renommierte Klassik-Labels wie Phi, BIS Records und PentaTone Classics.

## Educatie & outreach
Unter dem Titel Education & Outreach hat das Antwerp Symphony Orchestra eine Vielzahl sozialer und pädagogischer Initiativen gebündelt. Es bemüht sich darum, Kindern, Jugendlichen und benachteiligten Menschen mit unterschiedlichen kulturellen Hintergründen eine nachhaltige kulturelle Erfahrung durch den Zugang zu klassischer Musik zu ermöglichen. Solche speziell an Kinder und Jugendliche gerichteten Projekte sind eine Konstante in der Geschichte des Orchesters.
Als Institution ist das Antwerp Symphony Orchestra die treibende Kraft hinter mehreren Jugendorchestern (dem 2007 gegründeten Re-Mix-Orchester, dem 2018 gegründeten Antwerps Jeugdorkest und dem 2018 gegründeten Jugendorchester Flandern) und gründete 2018 die Antwerp Symphony Orchestra Academy. Außerdem wirkt das Orchester am zweijährlich stattfindenden Kompositionsworkshop SoundMine von Musica mit.

## Leitung

### Chefdirigenten
- Seit 2019 Elim Chan
- 2011–2016 Edo de Waart
- 2008–2011 Jaap van Zweden
- 2002–2008 Daniele Callegari
- 1998 Philippe Herreweghe (mit dem Antwerp Symphony Orchestra seit 1998 fest verbunden)
- 1995–1998 Grant Llewellyn
- 1991–1995 Tang Muhai
- 1986–1991 Günter Neuhold
- 1983–1986 Emil Tschakarow
- 1975–1983 André Vandernoot
- 1970–1975 Enrique Jordá
- 1959–1970 Eduard Flipse

### Intendanten
- Seit 2015 Joost Maegerman
- 2009–2015 Hans Verbugt
- 2009 Jean Pierre Grootaers
- 2004–2008 Hans Waege
- 2000–2004 Jan Raes
- 1993–2000 Luc Vanackere
- 1991–1992 Marc Anseeuw
- 1986–1991 Luc Vanackere
- 1984–1986 Marc Clémeur
- 1964–1983 François Cuvelier

## Diskografie (Auswahl)
- Bert Joris: Dangerous Liaison (mit dem Brussels Jazz Orchestra)
- Claude Debussy / Luc Brewaeys: Preludes - Recomposition For Symphony Orchestra unter Leitung von Daniele Callegari (2005)
- Ludwig van Beethoven: Symphonies Nos. 4 & 7 unter Leitung von Philippe Herreweghe (2008)
- Maurice Ravel - Orchestrierungen: Mussorgsky – Debussy – Chabrier - Schumann
- Gija Kantscheli: Simi (für Cello und Orchester) und Magnum Ignotum (für Bläserensemble)
- Kalevi Aho: Concertos for Trombone and Trumpet unter Leitung von Martyn Brabbins
- Antonín Dvořák: Violin Concerto / Suk: Fantasy & Love Song unter Leitung von Alan Buribayev
- Wilhelm Stenhammar: Symphony No. 2 unter Leitung von Christian Lindberg
- Robert Schumann: Symphonies nos. 2 & 4 unter Leitung von Philippe Herreweghe
- Peter Benoit: Heaven and Hell

Über diese kleine Auswahl hinaus hat das Antwerp Symphony Orchestra (deFilharmonie, Royal Flemish Philharmonic, Koninklijk Vlaams Filharmonisch Orkest), oft unter der Leitung des Dirigenten Martyn Brabbins, zahlreiche Werke belgischer Komponisten eingespielt, vornehmlich von Peter Benoit, August de Boeck, Josef Callaerts, Wim Henderickx, Luc Van Hove, Joseph Jongen, Jef Maes, Arthur Meulemans, Lodewijk Mortelmans, Norbert Rosseau, Adolphe Samuel, Henri Vieuxtemps und Eugène Ysaÿe.